# Classe Dresden
A Classe Dresden foi uma classe de cruzadores rápidos operada pela Marinha Imperial Alemã, composta pelo SMS Dresden e SMS Emden. Suas construções começaram em 1906 na Blohm & Voss e no Estaleiro Imperial de Danzig, foram lançados ao mar em 1907 e 1908 e comissionados na frota alemã em 1908 e 1909. A classe fez parte de um programa de expansão naval e seu projeto foi inspirado na predecessora Classe Königsberg, mas seus navios eram maiores e ligeiramente mais rápidos, porém com o mesmo armamento principal. Os dois cruzadores foram equipados com sistemas de propulsão diferentes como parte de experimentos com novas tecnologias de turbinas a vapor.
Os cruzadores da Classe Dresden eram armados com uma bateria principal composta por dez canhões de 105 milímetros em montagens pedestais únicas. Tinham um comprimento de fora a fora de 118 metros, uma boca de treze metros, um calado de cinco metros e um deslocamento carregado de mais de quatro mil toneladas. Seus sistemas de propulsão eram compostos por doze caldeiras a carvão que alimentavam duas turbinas a vapor no Dresden ou dois motores de tripla-expansão no Emden, que por sua vez giravam duas hélices até uma velocidade máxima de 24 nós (44 quilômetros por hora). Os navios também eram protegidos por um convés principal com oitenta milímetros de espessura.
O Dresden começou sua carreira servindo em casa, mas foi enviado para a América do Norte em 1913 para proteger interesses alemães durante a Revolução Mexicana. O início da Primeira Guerra Mundial em agosto de 1914 impediu que voltasse para casa, assim operou como corsário no Oceano Atlântico até se encontrar com a Esquadra da Ásia Oriental no Chile. Participou então da Batalha de Coronel em novembro e depois da Batalha das Malvinas em dezembro. Foi o único navio alemão a escapar desta última, mas precisou atracar em Más a Tierra meses depois por problemas nos motores. Foi deliberadamente afundado em março de 1915 depois de ser emboscado por cruzadores britânicos.
O Emden passou a maior parte da sua carreira em tempos de paz como parte da Esquadra da Ásia Oriental, operando a partir da colônia alemã da Baía de Kiauchau na China. Foi destacado do resto da esquadra no início da guerra com o objetivo de atuar como corsário independente no Oceano Índico, capturando ou afundando várias embarcações pelos dois meses seguintes. Realizou um ataque contra Penão em setembro de 1914 e afundou o cruzador protegido russo Zhemchug e o contratorpedeiro francês Mousquet. Em seguida prosseguiu para as Ilhas Cocos, porém foi encontrado pelo cruzador rápido australiano HMAS Sydney, sendo afundado em novembro durante a Batalha de Cocos.

## Desenvolvimento
A Lei Naval de 1898 autorizou a construção de trinta novos cruzadores rápidos para a Marinha Imperial Alemã. O programa começou com a Classe Gazelle, cujo projeto foi desenvolvido nas sucessoras Classe Bremen e Classe Königsberg, ambas as quais incorporaram melhoramentos incrementais pelo decorrer de suas construções. A Classe Dresden foi encomendada no programa de construção de 1905–1906. Seu projeto representava uma melhoria incremental em relação à predecessora Classe Königsberg. Tinha exatamente o mesmo armamento principal de dez canhões de 105 milímetros, mas tinham um deslocamento ligeiramente maior com uma caldeira adicional ao sistema de propulsão com o objetivo de aumentar a potência. Assim como havia ocorrido com a Classe Königsberg, um navio foi equipado com turbinas a vapor a fim de comparar sua performance com um irmão idêntico equipado com motores de tripla-expansão. Todos os cruzadores alemães posteriores usaram sistemas de propulsão apenas com turbinas.

## Projeto

### Características

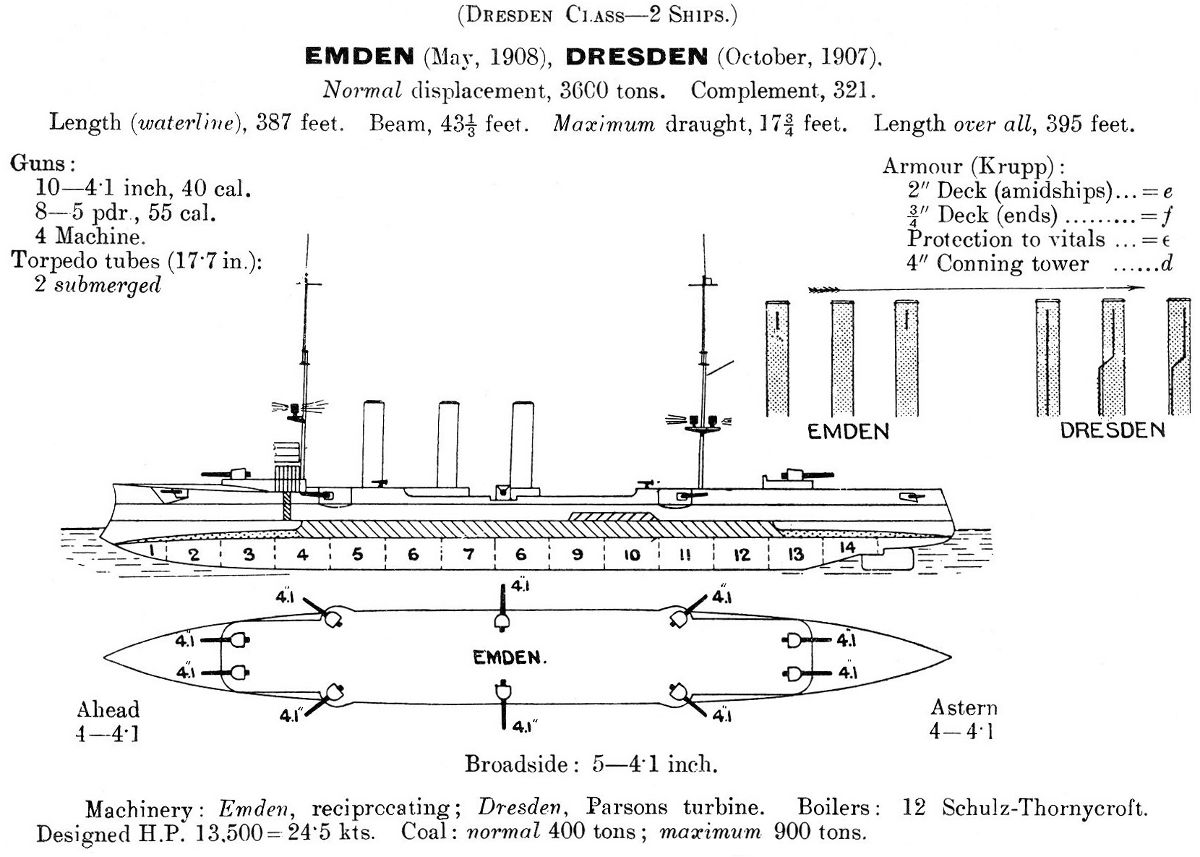
Desenho da Classe Dresden

Os navios da Classe Dresden tinham 117,9 metros de comprimento da linha de flutuação e 118,3 metros de comprimento de fora a fora. Tinham uma boca de 13,5 metros e um calado de 5,53 metros à vante. O deslocamento normal era de 3 664 toneladas e o deslocamento carregado de 4 268 toneladas. Os cascos foram construídos com armações de aço transversais e longitudinais, sendo subdivididos em treze compartimentos estanques com um fundo duplo que se estendia por 47 por cento do comprimento da quilha.
Eram de boa navegabilidade, mas oscilavam e balançavam em até vinte graus. Também ficavam muito molhados em altas velocidades e sofriam de um leve ardente. Mesmo assim, tinham um círculo de virada fechado e eram bem manobráveis. Sua velocidade diminuía em 35 graus em viradas bruscas. Tinham uma altura metacêntrica de 59 centímetros. A tripulação tinha dezoito oficiais e 343 marinheiros. Levavam várias embarcações menores, incluindo um barco de piquete, uma barca, um cúter, dois yawls e dois botes.
O sistema de propulsão do Dresden era composto por duas turbinas a vapor Parsons para uma potência indicada de quinze mil cavalos-vapor (onze mil quilowatts). Já o Emden era equipado com dois motores de tripla-expansão com potência de 13,7 mil cavalos-vapor (10,1 mil quilowatts). Em ambos os navios os motores eram alimentados pelo vapor gerado por doze caldeiras de tubos d'água Marine a carvão. Ambos tinham uma velocidade máxima de 24 nós (44 quilômetros por hora) e podiam carregar até 860 toneladas de carvão, porém suas autonomias eram ligeiramente diferentes devido aos seus diferentes sistemas de propulsão. O Dresden podia navegar por 3,6 mil milhas náuticas (6,7 mil quilômetros) a catorze nós (dezesseis quilômetros por hora), já o Emden podia navegar por 3 760 milhas náuticas (6 960 quilômetros) a doze nós (22 quilômetros por hora). A energia elétrica vinha de três turbogeradores que produziam 125 quilowatts a 110 volts.

### Armamento e blindagem

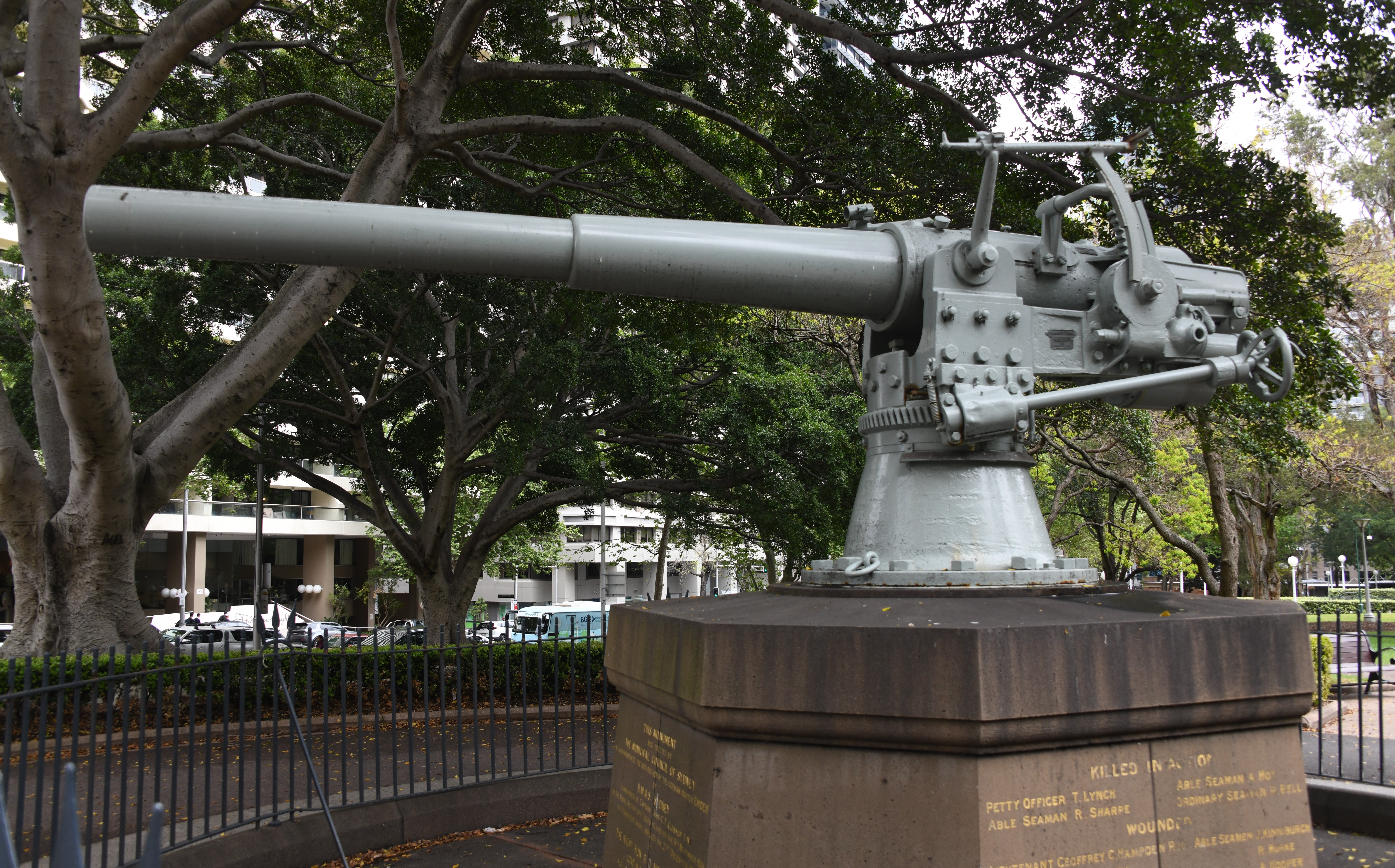
Um canhão de 105 milímetros do Emden preservado em Sydney

Os dois cruzadores rápidos da Classe Dresden eram armados com uma bateria principal composta por dez canhões calibre 40 de 105 milímetros em montagens pedestais únicas. Dois ficavam localizados lado a lado no castelo de proa, seis ficavam à meia-nau com três em cada lado e as duas últimas ficavam lado a lado na popa. As armas tinham uma elevação máxima de trinta graus, o que permitia um alcance máximo de 12,7 quilômetros. Cada navio tinha um carregamento total de 1,5 mil projéteis, ou 150 para cada canhão. Os cruzadores também eram equipados com oito canhões calibre 55 de 52 milímetros com quatro mil projéteis de munição. Também haviam dois tubos de torpedo de 450 milímetros submersos no casco, um de cada lado, com um carregamento de cinco torpedos.
As embarcações tinham um convés blindado com espessura máxima de oitenta milímetros à meia-nau e cinquenta milímetros inclinada nas laterais. A espessura do convés reduzia para trinta milímetros à ré e depois para vinte milímetros em direção da popa. A torre de comando tinha laterais com cem milímetros, enquanto os escudos que protegiam os canhões tinham cinquenta milímetros.

## Navios
| Navio   | Construtor                   | Batimento          | Lançamento           | Comissionamento        | Destino                           |
| ------- | ---------------------------- | ------------------ | -------------------- | ---------------------- | --------------------------------- |
| Dresden | Blohm & Voss                 | 1906               | 5 de outubro de 1907 | 14 de novembro de 1908 | Afundado em 14 de março de 1915   |
| Emden   | Estaleiro Imperial de Danzig | 6 de abril de 1906 | 28 de maio de 1908   | 10 de julho de 1909    | Afundado em 9 de novembro de 1914 |

## Carreiras

### Dresden

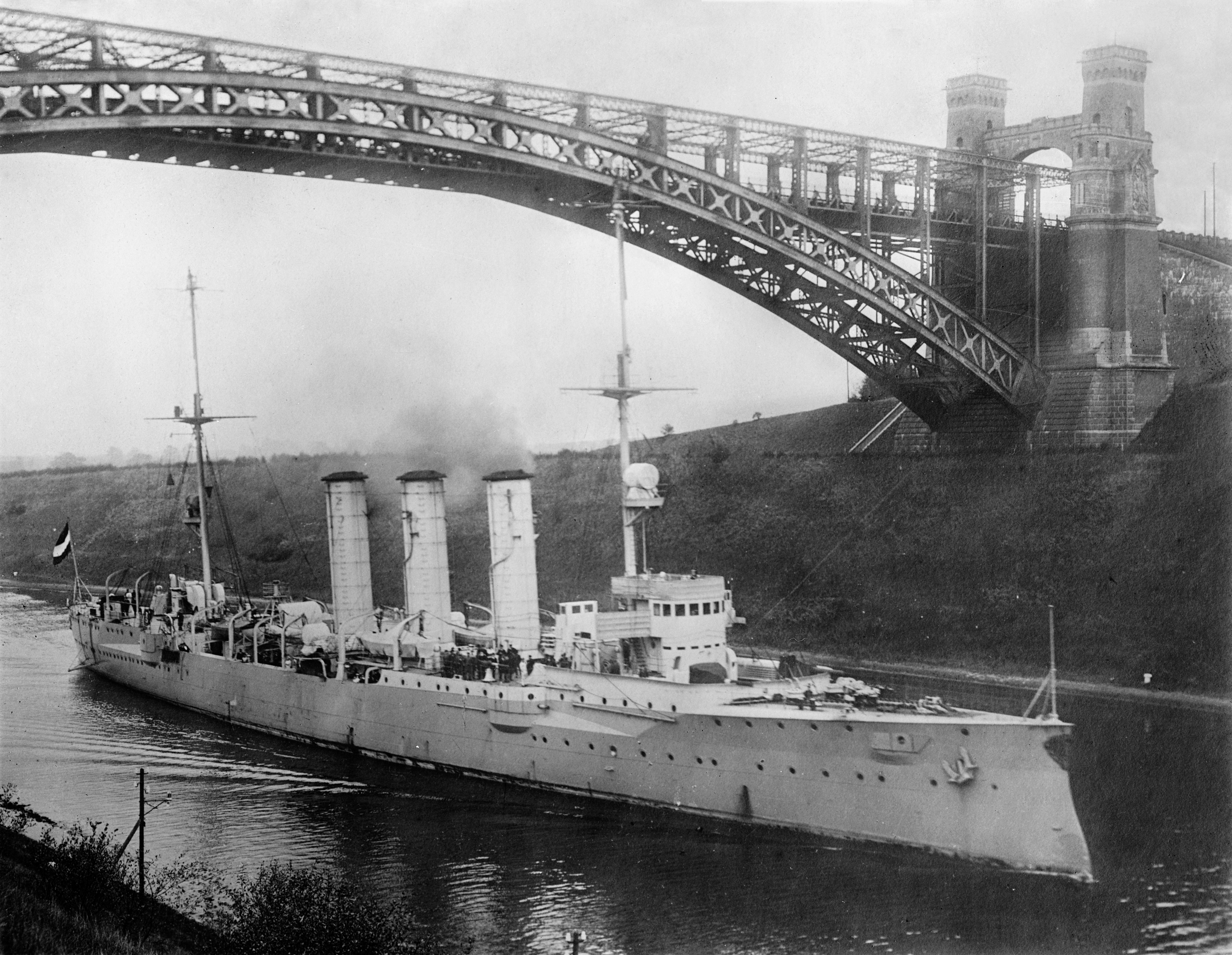
O Dresden c. 1908–09

O Dresden passou os primeiros anos de sua carreira em casa como parte das forças de reconhecimento da Frota de Alto-Mar. Foi para a América do Norte em 1913, desta vez indo para o litoral do México com o objetivo de proteger cidadãos alemães durante a Revolução Mexicana. Os rebeldes conquistaram a vitória no ano seguinte e o Dresden evacuou o ex-ditador Victoriano Huerta para a Jamaica, onde os britânicos tinham lhe concedido asilo. O navio deveria voltar para casa em julho a fim de passar por manutenção, mas o início da Primeira Guerra Mundial impediu isso. O cruzador operou como corsário na América do Sul durante os primeiros meses da guerra, passando para do Oceano Atlântico para o Oceano Pacífico em setembro e se juntando à Esquadra da Ásia Oriental.
Participou em novembro da Batalha de Coronel, enquanto no mês seguinte participou da Batalha das Malvinas, mas nesta a esquadra alemã foi destruída por uma esquadra britânica. O Dresden sendo o único a sobreviver e escapar. Escapou de seus perseguidores por meses até ser obrigado a parar na ilha de Más a Tierra em março de 1915 porque seus motores estavam desgastados e praticamente sem carvão. O oficial comandante contatou as autoridades chilenas para que o navio fosse internado pelo restante do conflito. Entretanto, foi emboscado no local por cruzadores britânicos que violaram a neutralidade do Chile e abriram fogo. O Dresden foi deliberadamente afundado e a maior parte de sua tripulação ficou internada no Chile pelo restante da guerra. Seus destroços permanecem até hoje naufragados no porto.

### Emden

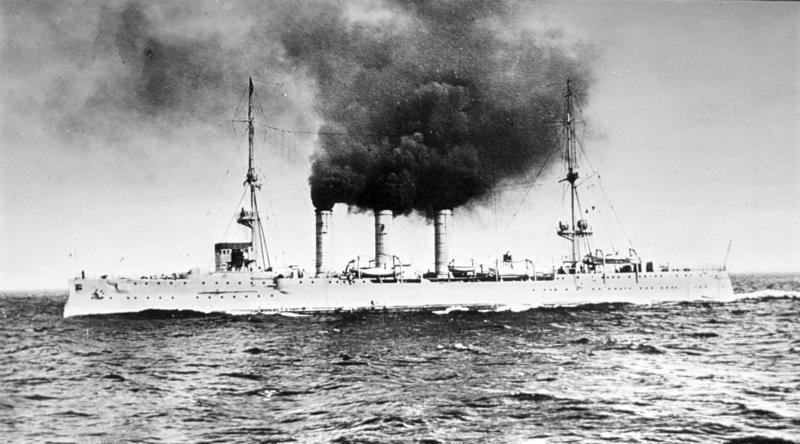
O Emden em 1910

O Emden foi designado para atuar na Esquadra da Ásia Oriental pouco depois de entrar em serviço, operando a partir da colônia alemã da Baía de Kiauchau na China. Era o único grande navio de guerra alemão em Qingdao quando a guerra começou e assim o cruzador começou a operar como corsário. Pouco depois recebeu ordens para se encontrar com o resto da esquadra, porém permaneceu com esta por apenas alguns dias, pois foi destacado com o objetivo de atuar como corsário independente no Oceano Índico.
Chegou no Índico em setembro e capturou vários navios mercantes britânicos entre a Índia e Adem, também bombardeando Madras no final do mês. Capturou várias outras embarcações e então atacou o porto de Penão, onde encontrou o cruzador protegido russo Zhemchug e rapidamente o destruiu. Enquanto estava partindo encontrou o contratorpedeiro francês Mousquet, também afundando-o. O Emden em seguida navegou para as Ilhas Cocos com a intenção de destruir uma estação de transmissão. O cruzador rápido australiano HMAS Sydney recebeu transmissões britânicas avisando sobre a presença do navio alemão na área e foi ao seu encontro. Os dois se enfrentaram em uma batalha ferrenha em meados de novembro e o Sydney causou danos sérios ao Emden, forçando este a encalhar em Keeling do Norte. A maior parte da tripulação foi presa. Os destroços só foram ser desmontados no início da década de 1950, porém algumas partes suas permanecem espalhadas no mar.